# Lijst van gouverneurs-generaal van Barbados
De gouverneur-generaal van Barbados vertegenwoordigde van 1966 tot 2021 de Britse Kroon en fungeerde aldus als staatshoofd.
Barbados was sedert de onafhankelijkheid op 30 november 1966 een constitutionele monarchie en onderdeel van het Britse Gemenebest met Elizabeth II als staatshoofd. De gouverneur-generaal werd op voordracht van de premier door de monarch benoemd. Hij of zij was de hoogste uitvoerende macht in Barbados.
De functies en rollen van de gouverneur-generaal omvatten het benoemen van ambassadeurs, ministers en rechters, het uitschrijven van verkiezingen en het verlenen van koninklijke benoemingen.
In 2020 kondigde premier Mia Mottley aan dat het land in 2021 de monarchie zou afschaffen en zich zou omvormen tot een republiek. Op 30 november 2021, de nationale feestdag en de dag waarop het land 55 jaar eerder onafhankelijk werd, werd de laatste gouverneur-generaal Sandra Mason ingehuldigd als eerste president van Barbados.

## Gouverneurs-generaals van Barbados (1966-2021)

Vlag van de gouverneur-generaal van Barbados

| Foto | Gouverneur-generaal                               | Ambtstermijn |
| ---- | ------------------------------------------------- | ------------ |
|      | John Montague Stow (1911-1997)                    | 1966-1967    |
|      | Arleigh Winston Scott (1900-1976)                 | 1967-1976    |
|      | William Randolph Douglas (1921-2003) (waarnemend) | 1976         |
|      | Deighton Harcourt Lisle Ward (1909-1984)          | 1976-1984    |
|      | William Randolph Douglas (1921-2003) (waarnemend) | 1984         |
|      | Hugh Worrell Springer (1913-1994)                 | 1984-1990    |
|      | Ruth Nita Barrow (1916-1995)                      | 1990-1995    |
|      | Denys Ambrose Williams (1929-2014) (waarnemend)   | 1995-1996    |
|      | Clifford Straughn Husbands (1926-2017)            | 1996-2011    |
|      | Elliott Fitzroy Belgrave (1931) (waarnemend)      | 2011-2012    |
|      | Sandra Mason (1949) (waarnemend)                  | 2012         |
|      | Elliott Fitzroy Belgrave (1931)                   | 2012-2017    |
|      | Philip Greaves (1931) (waarnemend)                | 2017-2018    |
|      | Sandra Mason (1949)                               | 2018-2021    |